# Marco Ferreri
Marco Ferreri (Milánó, 1928. május 11. – Párizs, 1997. május 9.) olasz filmrendező, színész, író, forgatókönyvíró.

## Élete
Főiskolai tanulmányait az Állatorvostudományi Egyetemen végezte.
Reklámfilmeket rendezett egy likőrgyárnak. 1950–1951 között Cesare Zavattinival rendszeres filmhíradókat készítettek, majd producer lett. Spanyolországban kereskedő volt, ezután újra rendezni kezdett.

## Filmjei
- El pisito (1958) (rendező)
- Los chicos (1959) (rendező)
- El cochecito (1960) (rendező)
- A kék ember titka (1960) (rendező)
- Mai történet (1963) (rendező)
- Méhkirálynő (L’ape regina) (1963) (rendező, forgatókönyvíró)[1]
- Egy rendkívüli nő (La donna scimmia) (1964) (rendező)[2]
- A professzor (1964) (rendező)
- Kontraszex (1964) (rendező, forgatókönyvíró)
- Ma, holnap, holnapután (1965) (rendező, színész, forgatókönyvíró)
- Marcia nuziale (1965) (rendező)
- A hárem (1967) (rendező, író, forgatókönyvíró)
- Dillinger halott (1968) (rendező, forgatókönyvíró)
- Disznóól (1969) (színész)
- Break-up (1969) (rendező)
- A férfi magja (1969) (rendező)
- Audiencia (1971) (rendező)
- A szuka (1972) (rendező, forgatókönyvíró)
- A nagy zabálás (1973) (rendező, forgatókönyvíró)
- Ne nyúlj a fehér nőhöz (1974) (rendező)
- Az utolsó asszony (1976) (rendező, forgatókönyvíró)
- Szia, majom! (1978) (rendező, forgatókönyvíró)
- Szállást kérek (1979) (rendező, forgatókönyvíró)
- A hétköznapi őrület meséi (1981) (rendező, forgatókönyvíró)
- Piera története (1983) (rendező, forgatókönyvíró)
- A jövő a nő (1984) (rendező, forgatókönyvíró)
- I love you (1986) (rendező, forgatókönyvíró)
- Milyen jóízűek a fehérek! (1987) (rendező, író, forgatókönyvíró)
- Max, szerelmem (1988) (rendező)
- A mosoly háza (1991) (rendező)
- A hús (1991) (rendező, író)
- Szegények háza (1995) (rendező)
- Ezüstnitrát (1996) (rendező, író, forgatókönyvíró)
- A kisbaba reggelije (1996) (színész)

## Díjai
- A berlini fesztivál Arany Medve-díja (1991)